# Stig Lommer
Stig Lommer (* 19. Juni 1907 in Kopenhagen; † 28. Juni 1976 in Skagen) war ein dänischer Theaterregisseur-und-Intendant.

## Leben und Karriere
Stig Lommer wuchs als Sohn des Bankkaufmann Hans-Christian Lommer († 1914) und dessen Frau Olivia Lommer († 1946) in Kopenhagen auf.
Stig Lommer inszenierte als Regisseur zahlreiche Theaterstücke und Aufführungen sowie Kabarett-Programme und Varieté-Shows an zahlreichen Theatern in Dänemark. Er war ab den 1950er-Jahren hauptsächlich am Königlichen Theater Kopenhagen als Regisseur beschäftigt. Er arbeitete im Laufe seiner Karriere mit einer Vielzahl von dänischen Schauspielern zusammen, u. a. mit Dirch Passer und Preben Kaas. Lommer selbst wirkte als Schauspieler vor der Kamera bis 1973 in einigen Dänischen Filmen mit, allerdings nur in Nebenrollen.
In den Jahren des Zweiten Weltkriegs führte Lommer ein Restaurant für Fisch-Spezialitäten in Kopenhagen, das er im März 1949 allerdings wieder verkaufte.
Stig Lommer war von Januar 1930 bis zu seinem Tod mit Norma Verona Bagger (1909–1997) verheiratet. Mit ihr hatte er den Sohn Ole und die Tochter Gitte. Aus einer Beziehung mit der Schauspielerin Lone Hertz stammt sein Sohn Steen Stig Lommer (* 1960), welcher heute auch als Schauspieler und Theaterdirektor tätig ist. Nachdem die Beziehung im Jahr 1961 gescheitert war, kehrte Lommer wieder zu seiner Ehefrau zurück.
Stig Lommer starb am 28. Juni 1976 kurz nach seinem 69. Geburtstag in Skagen. Seine Grabstätte befindet sich auf dem Parkfriedhof Solbjerg.

## Filmografie (Auswahl)
- 1937: Cocktail
- 1944: Lev livet let
- 1949: Det hændte i København
- 1950: Op og ned langs kysten
- 1962: Sømænd og svigermødre